# Claude Farrer
Claude Erskine Farrer (født 15. september 1864, død 16. februar 1890) var en engelsk tennisspiller.
Han var den næstældste søn og det tredje barn af Thomas Farrer, 1st Baron Farrer (som blev forhøjet til adelsrang, men ført i 1893 efter Claudes død, så Claude blev ikke tituleret "the Honourable") og hans hustru Frances Erskine (1825–1870), der var datter af historikeren og orientalisten William Erskine (1773–1852) og hans hustru Maitland Mackintosh, der var James Mackintosh's datter med hans første kone. Hans storesøster var Ida Darwin, hans storebror var Thomas Farrer, 2nd Baron Farrer, og hans lillebror var embedsmanden Noel Farrer.
Claude Farrer blev uddannet ved Eton og Cambridge Universitys Trinity College.
Han deltog i herresingle ved Wimbledon-mesterskaberne i 1882 og 1886 men tabte begge gange i første runde – i 1882 til Ernest Browne (6-0, 6-2, 6-0) og i 1886 til Edward Avory (6-3, 6-2, 6-2). Han klarede sig bedre i herredouble, hvor han spillede sammen med Arthur Stanley fra 1885 til 1887, og Herbert Chipp i 1888. I 1885 nåede Farrer og Stanley Wimbledon-finalen, hvor de imidlertid tabte 6-3, 6-3, 10-8 til Ernest og William Renshaw. De nåede også udfordringsrunden i 1886, hvor de tabte 6-3, 6-3, 4-6, 7-5 til Renshaw-brødrene, og kvartfinalerne i 1887, hvor de blev slået med 7-5, 6-2 af Patrick Bowes-Lyon og Herbert Wilberforce). Farrer nåede semifinalen sammen med Herbert Chipp i 1888, hvor de tabte til Ernest Meers og A.G. Ziffo med 6-2, 7-5, 1-0 rtd.
Claude Farrer døde kun 27 år gammel.